# Championnat du Paraguay de football 1952
Navigation
Édition précédente Édition suivante
La 42e édition du championnat du Paraguay de football est remportée par le Club Presidente Hayes. C’est le premier titre de champion du club. Club Presidente Hayes l’emporte avec quatre points d’avance sur Sportivo Luqueño et Club Nacional. 
Antonio Ramón Gómez et Rubén Fernández sont les meilleurs buteurs du championnat avec 16 buts chacun.

## Les clubs de l'édition 1952
| \| Asuncion: · Olimpia · Nacional · Sol de América · Guaraní · Cerro Porteño · River Plate · Atlántida Sport Club Asuncion Club Presidente Hayes Club Sportivo Luqueño Sportivo San Lorenzo \| Localisation des clubs engagés dans le championnat. |
| Asuncion: · Olimpia · Nacional · Sol de América · Guaraní · Cerro Porteño · River Plate · Atlántida Sport Club Asuncion Club Presidente Hayes Club Sportivo Luqueño Sportivo San Lorenzo                                                           |

| Club                  | Stade | Capacité | Ville       |
| --------------------- | ----- | -------- | ----------- |
| Club Cerro Porteño    | -     | -        | Asuncion    |
| Club Guaraní          | -     | -        | Asuncion    |
| Club Libertad         | -     | -        | Asuncion    |
| Club Nacional         | -     | -        | Asuncion    |
| Club Olimpia          | -     | -        | Asuncion    |
| Club Presidente Hayes | -     | -        | Tacumbu     |
| Club River Plate      | -     | -        | Asuncion    |
| Club Sol de América   | -     | -        | Asuncion    |
| Sportivo Luqueño      | -     | -        | Luque       |
| Sportivo San Lorenzo  | -     | -        | San Lorenzo |
| Atlántida Sport Club  | -     | -        | Asuncion    |

## Compétition

### Classement
| Rang | Équipe                   | Pts | J  | G | N | P | Bp | Bc | Diff |
| ---- | ------------------------ | --- | -- | - | - | - | -- | -- | ---- |
| 1    | Club Presidente Hayes    | 28  | 20 | ? | ? | ? | 0  | 0  | 0    |
| 2    | Club Sol de América      | 24  | 20 | ? | ? | ? | 0  | 0  | 0    |
| 2    | Club Libertad            | 24  | 20 | ? | ? | ? | 0  | 0  | 0    |
| 4    | Club Nacional            | 23  | 20 | ? | ? | ? | 0  | 0  | 0    |
| 5    | Club Olimpia             | 22  | 20 | ? | ? | ? | 0  | 0  | 0    |
| 6    | Club Cerro Porteño       | 21  | 20 | ? | ? | ? | 0  | 0  | 0    |
| 7    | Sportivo Luqueño (T)     | 18  | 20 | ? | ? | ? | 0  | 0  | 0    |
| 8    | Club River Plate         | 16  | 20 | ? | ? | ? | 0  | 0  | 0    |
| 9    | Atlántida Sport Club (P) | 16  | 20 | ? | ? | ? | 0  | 0  | 0    |
| 10   | Club Guaraní             | 15  | 20 | ? | ? | ? | 0  | 0  | 0    |
| 11   | Sportivo San Lorenzo     | 13  | 20 | ? | ? | ? | 0  | 0  | 0    |

| Légende : Qualifications et relégations | Légende : Qualifications et relégations |
| --------------------------------------- | --------------------------------------- |
|                                         | Champion du Paraguay                    |
|                                         | Relégation en deuxième division         |
|                                         | (T) : Tenant du titre (P) : Promus      |

## Bilan de la saison
| Championnat du Paraguay de football 1952                             |                                   |
| Champion                                                             | Club Presidente Hayes (1er titre) |
| Promotions et relégations                                            |                                   |
| Promus en Primera División                                           | General Genes                     |
| Relégués en Championnat du Paraguay de football de deuxième division | Sportivo San Lorenzo              |

## Statistiques

### Meilleur buteur
- Antonio Ramón Gómez (Club Libertad) 16 buts
- Rubén Fernández (Club Libertad) 16 buts